# Fabio Masotti
Fabio Masotti (Udine, Friül - Venècia Júlia, 3 de juny de 1974) és un ciclista italià, que s'ha especialitzat en el ciclisme en pista i només ha competit en carretera en equips amateurs.

## Palmarès en ruta
- 1998
  - Vencedor d'una etapa al Tour de Croàcia
- 2006
  - Vencedor d'una etapa al Cinturó a Mallorca
- 2011
  - Vencedor d'una etapa a la Volta a Romania

## Palmarès en pista
- 2004
  -  Campió d'Itàlia en Puntuació
  -  Campió d'Itàlia en Madison (amb Angelo Ciccone)
  - 1r als Tres dies de Pordenone (amb Jean-Pierre van Zyl)
- 2005
  -  Campió d'Itàlia en Scratch
  -  Campió d'Itàlia en Madison (amb Angelo Ciccone)
- 2006
  -  Campió d'Itàlia en Madison (amb Angelo Ciccone)
- 2007
  -  Campió d'Itàlia en Madison (amb Angelo Ciccone)
- 2010
  -  Campió d'Itàlia en Madison (amb Angelo Ciccone)